# Bombardierung Bulgariens im Zweiten Weltkrieg

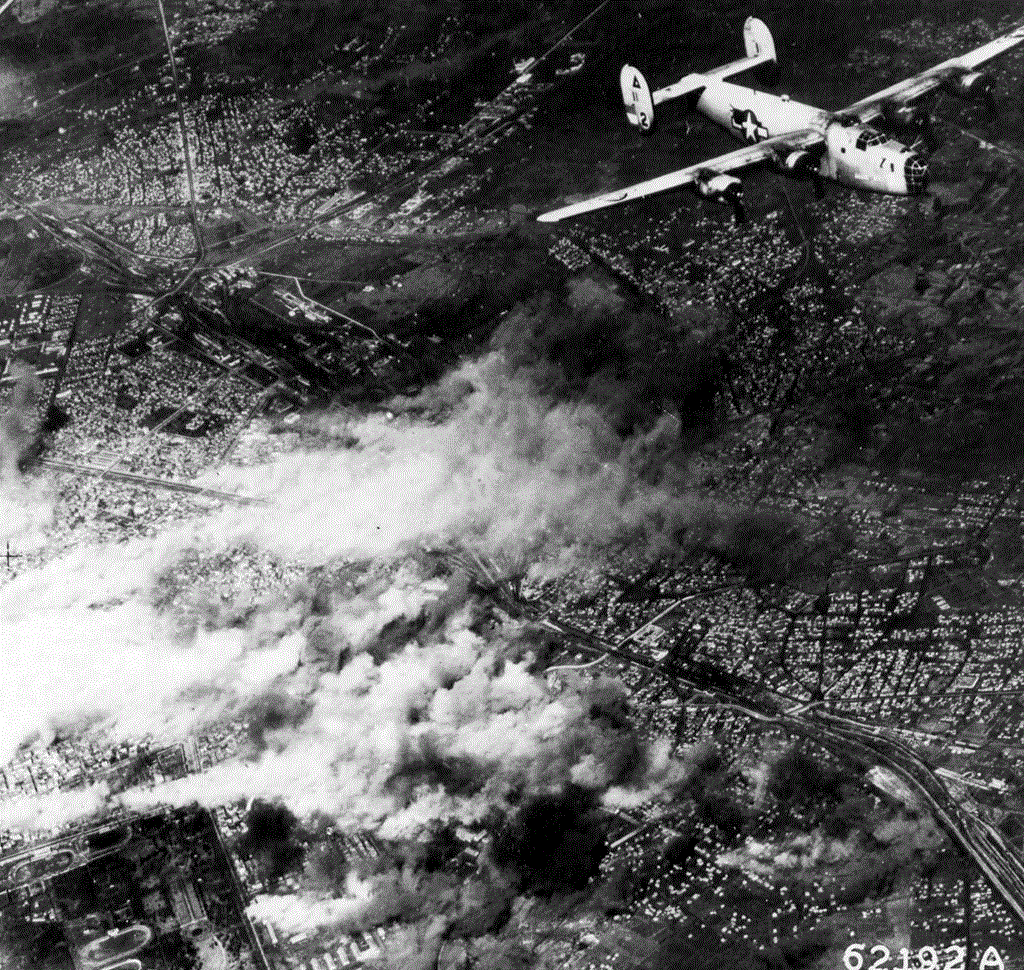
Bombardierung Sofias im Jahr 1944

Die Bombardierung Bulgariens während des Zweiten Weltkriegs war ein Ereignis während des Zweiten Weltkriegs. Am 13. Dezember 1941 hatte die Regierung des Zarentums Bulgarien dem Vereinigten Königreich und den Vereinigten Staaten von Amerika den Krieg erklärt. Bulgarisches Territorium wurde in den ersten Jahren des Zweiten Weltkriegs mehrfach ungeplant bombardiert. Ab 18. Oktober 1943 jedoch fanden bis 17. April 1944 massive, gezielte anglo-amerikanische Bombardierungen statt. Bereits 1942 bombardierte die Sowjetunion die Stadt Dobritsch.
Das strategische Ziel der Anglo-Amerikaner fassten diese während der Konferenz von Casablanca in der so genannten Pointblank Directive zusammen. Diese betraf die strategische Bombardierung von Einzelzielen in Bulgarien und der Zivilbevölkerung. Der Balkan kam im Herbst 1943 nach der Landung in Sizilien in die Reichweite alliierter Bomber.
Der Plan, Bulgarien zu bombardieren, kam von Churchill und wurde auf der Teheraner Konferenz von Roosevelt und Stalin unterstützt. Die geplanten „strategischen“ Bombenangriffe begannen im Oktober 1943 gegen Veles, Skopje und Niš, die in Gebieten lagen, welche das Zarentum annektiert hatte. Bis Ende Januar 1944 nahmen sie an Umfang und Intensität zu. Das US-amerikanische Oberkommando bevorzugte tägliche Angriffe und die Zerstörung konkreter Ziele, während für die Briten das Wichtigste war, dass die Bombardierung so viel Schaden wie möglich anrichtete und Terror in der Bevölkerung verursachte. Die Briten legten ihren Schwerpunkt auf Nachtangriffe mit „Bombenteppichen“, die ganze Bereiche zerstörten. Bis Ende 1943 wurden Plowdiw, Sofia, Bankja, Pernik, Radomir wiederholt bombardiert – insgesamt 24 Siedlungen mit 436 Todesopfern.
Die Bombardierungen im Jahr 1944 begannen in Dupniza am 4. Januar, und am 24. Januar starben in Wraza 124 Personen. In beiden Städten wurden Bewohner bei den Angriffen mit Maschinengewehrfeuer beschossen. Kumanovo, Mesdra und Panagjurischte wurden ebenfalls bombardiert. Am verheerendsten waren die Folgen der Tag- und Nachtbombardierung von Sofia am 10. Januar 1944, bei der 750 Personen getötet und 710 Menschen verwundet wurden und Panik die Hauptstadt erfasste und das administrative und politische Leben blockierte. Dabei wurde auch der Nordtrakt des Universitätsklinikums von Sofia getroffen. Die Menschen verließen in Massen die Hauptstadt. Nach einer kurzen Pause wurde Mitte März 1944 die Bombardierung wieder aufgenommen. Sofia wurde noch fünfmal heftig angegriffen. Die letzte Bombardierung fand am 17. April 1944 statt, wobei 128 Todesopfer zu verzeichnen waren. Im März und April wurde Plovdiv mehrmals bombardiert, ebenso wie Dewin, Krumowo, Chissarja, Assenowgrad, Kuklen, Peruschtiza, Tschepelare.
Von Mai bis Ende August warfen alliierte Flugzeuge nach ihrer Rückkehr von den Ölfeldern bei Ploiești Bomben auf Kalofer, Weliko Tarnowo, Russe, Karlowo, Kasanlak, Sopot und andere Siedlungen ab. 1944 wurden insgesamt 131 Siedlungen bombardiert und es gab 1276 Tote und 1381 Verwundete. Insgesamt gab es bei den Bombardierungen mehr als 1800 Getötete und mehr als 2300 Verletzte.
Die „strategischen“ Bombardierungen Bulgariens wurden gestoppt, nachdem Stalin bei Churchill und Roosevelt interveniert hatte, und nach der Fürsprache von Georgi Dimitrow und Wassil Kolarow.